# 保險箱

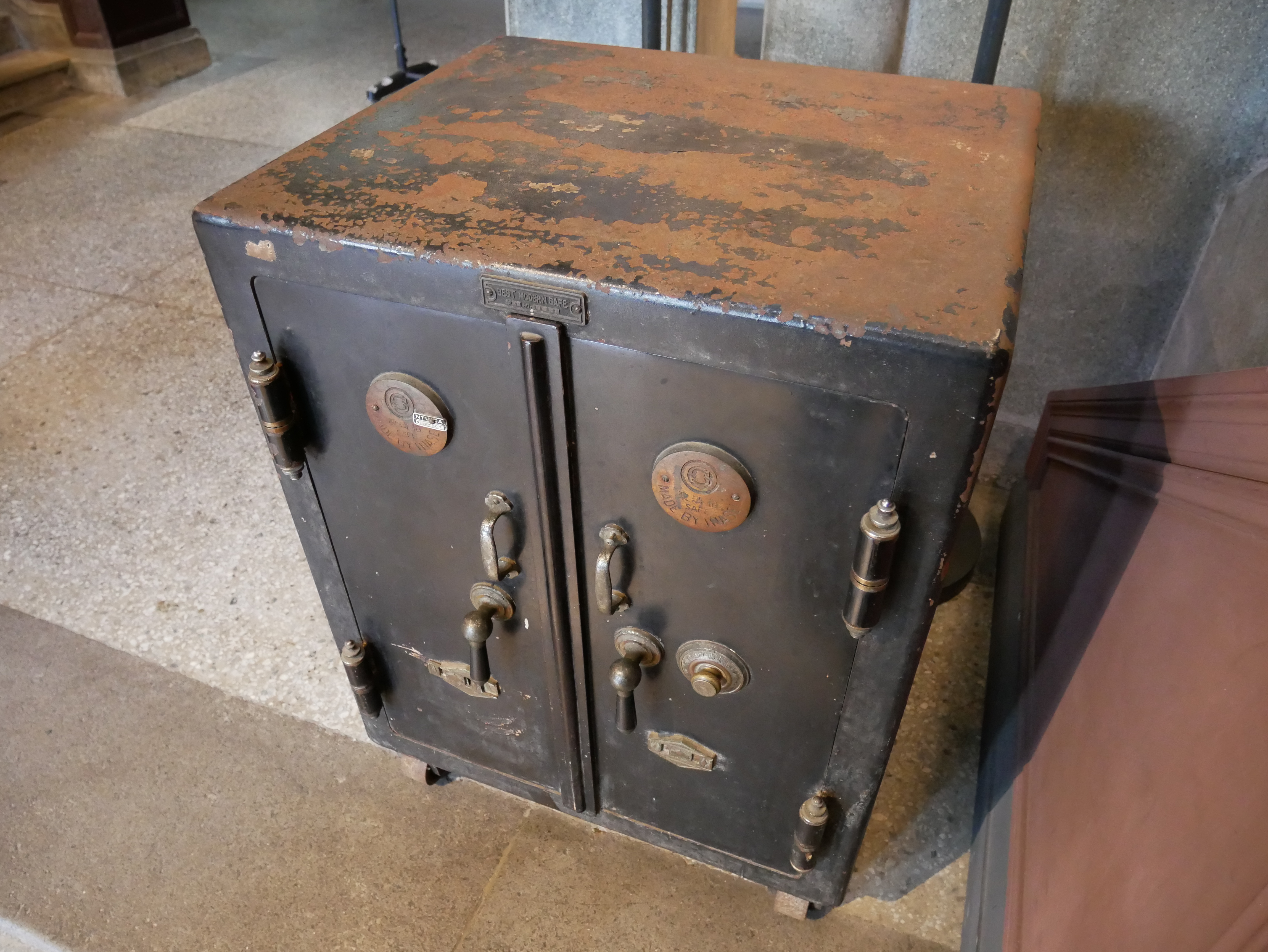
國立臺灣大學校史館藏稻清製保險箱

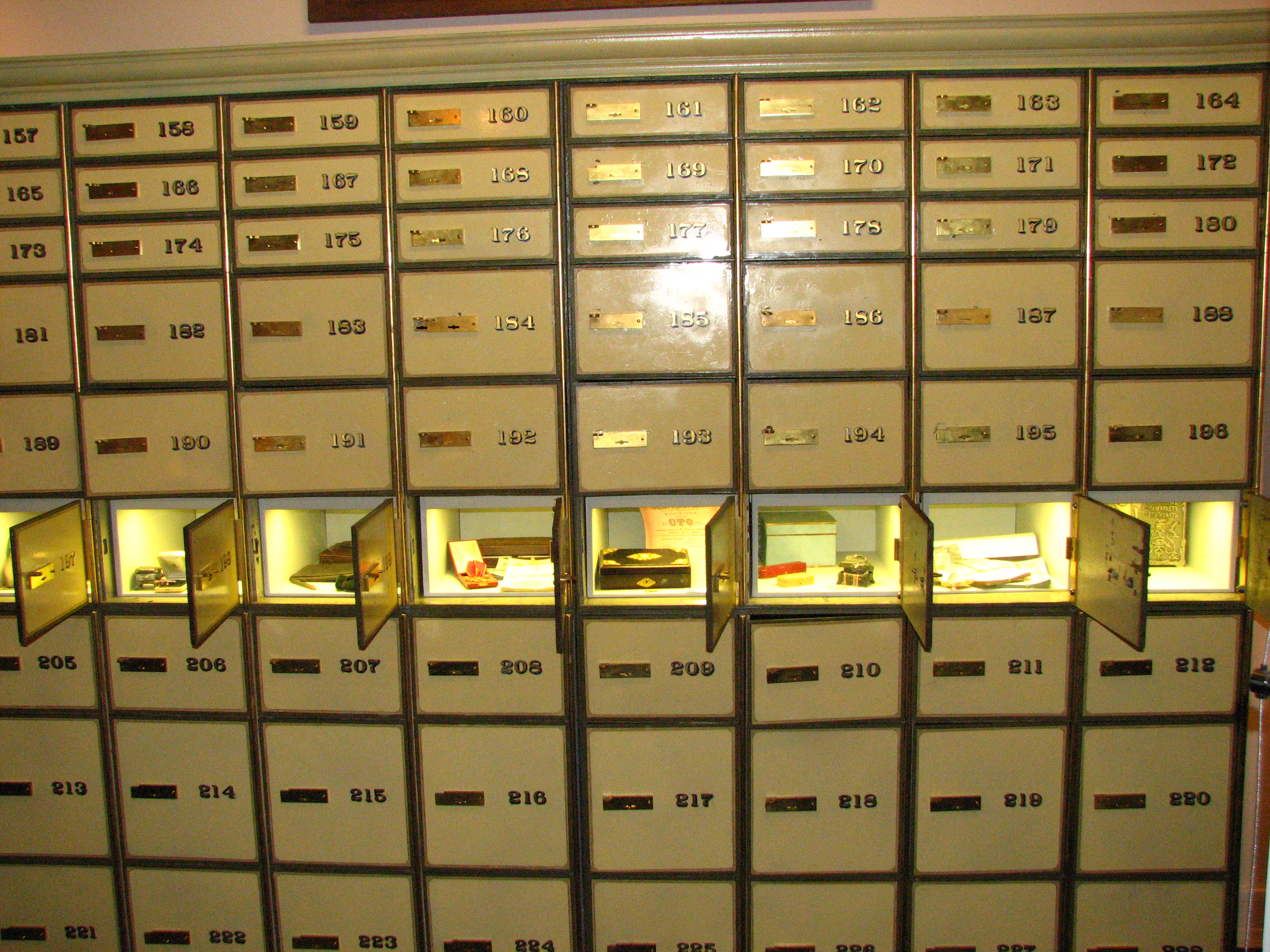
聖彼得堡國家歷史博物館內展示的銀行保險櫃

保險箱（或稱），又稱保管箱，是一種保安設備，一般設於金庫、銀行或郵局的內部。保險箱儲存的不外乎貴重的寶石、貴金屬、貨幣、精品，或重要的文件，如遺囑、物業契據、出生證明書，或電腦資料存貯器。人們為了防盜、防火、防洪、防攻擊，或基於各種因素，而不選擇把它們置於家中。按照特定的協議，使用保險箱前，租用者須向銀行繳付費用，而保險箱只可用專用鑰匙、銀行的主密鑰、特有的簽署，或者一個夾雜各種性質的密碼開啟。另外，一些銀行使用人體辨識技術加強保安。
在小說作品中，保險箱多用作伏線，尤其是恐怖小說和推理小說。舉例，在《達文西密碼》、《臥底》和《神鬼認證》，有部分故事情節涉及保險箱的操控。
除了租用在銀行設置的保管箱，市面上亦有各種大小的保險箱出售。
保险箱根据其主要功能可分为防盗保险箱、防火保险箱、防潮保险箱，防磁保险箱等等。依据不同的密码锁工作原理又可分为机械密码锁与电子密码锁等。机械密码锁性能比较稳定，但操作繁琐，适合公司或事业单位使用。电子密码锁操作方便，但使用期限难控制，适合个人使用。